# Charlotte Koekebakker
Charlotte Philippine Johanna Koekebakker (Rotterdam, 24 oktober 1871 – Den Haag, 5 januari 1933) was een onderwijzeres van beroep en een verdienstelijke schaakster in de vrouwenschaak: in 1901 werd ze gedeeld Nederlands schaakkampioene met A. Koekebakker en Suze Splinter.
In een tijd dat de vrouw nog weinig haar rechten zou laten gelden werd mejuffrouw Koekebakker op jonge leeftijd verkozen tot commissaris van de Coöperatieve Productie- en Verbruikersvereniging De Toekomst.

## Levensloop
Jan (1833?-1886) en zijn vrouw Charlotte Philippina Johanne (de Vries Hofman) Koekebakker (1842?-1877) wonen in Rotterdam wanneer Charlotte Philippine Johanna op 24 oktober 1871 geboren wordt. Haar roepnaam is Charlotte, kortweg Lotte.
Charlotte is de tweede in een gezin dat uiteindelijk vier kinderen zou hebben. Ze had een oudere zus, Emma Pauline Charlotte (Krommenie, 1866-1891?). Haar twee jongere broers, Hendrik (1873-?) en Jan (1875-?), worden geboren nadat het gezin naar Amersfoort is verhuisd.
Charlotte verhuist in 1887 naar Zwartsluis, mogelijk voor haar opleiding: aldaar wonende slaagt ze in 1890 in Zwolle voor haar examen tot onderwijzer. Een jaar later, toen ze weer in Amersfoort woonde, startte ze als onderwijzeres in Scherpenzeel. De betrekkingen volgen elkaar dan vlug op, want in 1893, ze is dan terug in Zwolle, wordt ze voorgedragen als onderwijzeres aan een meisjesschool in Amersfoort. In 1894 wordt ze in Glimmen als onderwijzeres benoemd. In 1898 woont ze in Groningen.
In 1902, ze is dan maar net tweeëndertig, wordt Koekebakker verkozen tot commissaris van de Coöperatieve Productie- en Verbruikersvereniging De Toekomst, "in een tijd, dat de vrouw nog zo weinig haar rechten liet gelden." Ze zou er een jaar actief zijn.
In 1916 woont ze in Den Haag. "Tante L." (kort voor 'Lotte'), zoals Koekebakker zichzelf beschrijft, stuurt felicitaties aan haar dan nog onbekende neefje Menno van Braak die veertien is geworden is en zijn verjaardag voor het eerst buiten het ouderlijke huis viert.

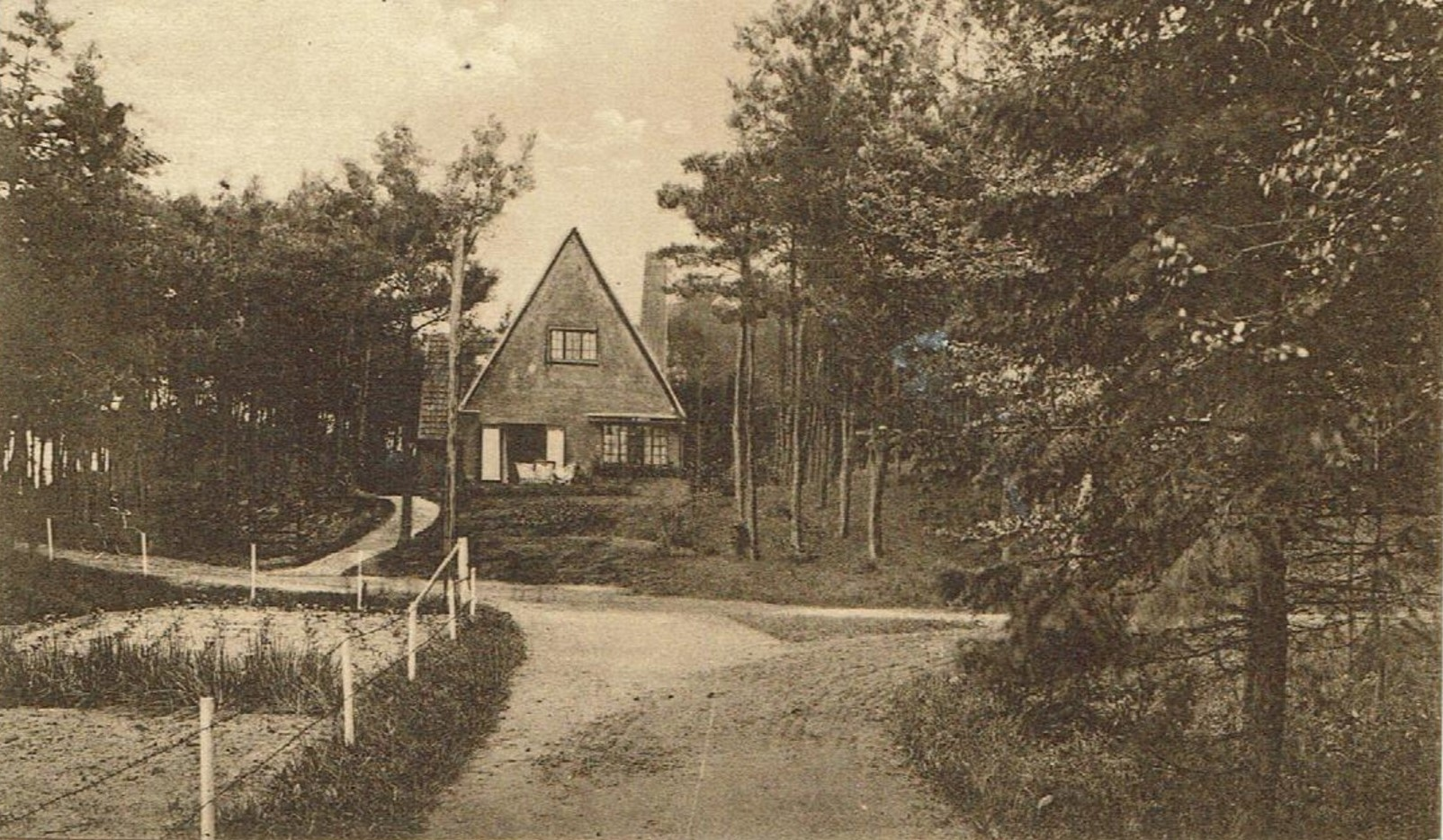
Huize De Wachter, Nunspeet, was Koekebakkers woning in de jaren twintig.

Ze woonde in de jaren twintig in huize De Wachter, een tuinmanswoning in Nunspeet. In die periode benadert ze Menno, die dan penningmeester is van de Nederlandse Filmliga met de vraag of ze lid kan worden van deze liga gedurende de korte periode in 1927-28 dat ze in Amsterdam ging wonen.
Charlotte Koekebakker, ongehuwd, overlijdt in 1933 op 61-jarige leeftijd in Den Haag.

## Schaakcarrière
Naar aanleiding van Muller-Thijms campagne om het vrouwenschaak in Nederland op gang te brengen, is Koekebakker in 1998 initiatiefneemster van de oprichting van de Damesschaakvereeniging in Groningen. Die vereniging lijkt het echter niet lang volgehouden te hebben.
Hoewel ze niet tot de absolute top van het Nederlandse vrouwenschaak werd gerekend, behaalde ze geregeld goede resultaten tussen sterren als Hendrica Jansen, Suze Splinter en C.A.E. Muller-Thijm. Gedurende de eerste nationale dameswedstrijden bereikte ze in 1898 de derde plaats, in 1899 en 1900 de tweede en in 1901 - voorlopig de laatste nationale dameswedstrijd in de jaren rond de negentiende eeuwwisseling - een gedeelde eerste plaats.
Op basis van Edo-ratings kan eigenlijk wel gesteld worden dat ze nauwelijks onderdeed aan deze dames: Terwijl bijvoorbeeld Muller-Thijm op haar hoogtepunt een Edo-rating had van 1732 en die van Jansen rond de 1650 schommelde, had Koekebakker eveneens een rating van tegen de 1650.

Haar partij met Hendrica Jansen die in 1899 gedurende de nationale dameswedstrijd werd gespeeld is meerdere malen gepubliceerd. In deze partij kwam Koekebakker tot een gewonnen stelling, maar blunderde, waarop Jansen de partij vakkundig afmaakte. 
1. e4 e5 2. Pf3 Pc6 3. Lb5 a6 4. La4 Pf6 5. De2 b5 6. Lb3 Lc5 7. c3 d6 8. h3 O-O 9. O-O h6 10. Ph4 Te8 11. d3 Lb7 12. Pf5 Dd7 13. Le3 Pe7 14. Pxe7+ Dxe7 15. Df3 Tad8 16. Lxc5 dxc5 17. Te1 Dd7 18. Te3 a5 19. a4 b4 20. cxb4 cxb4 21. Pd2 La6 22. Pc4 Lxc4 23. Lxc4 Dd6 24. Tf1 c5 25. Df5 Db6 26. b3 Te7 27. f4 Dd6 28. fxe5 Dxe5 29. Dg6 Tf8 30. Tf5 Dd4 31. Kf2 Kh8 32. Dg3 Txe4! 33. Txf6 Dxf6+ 34. Tf3 Dd4+ 35. Kf1 Da1+ 36. Kf2 De1#
Koekebakker speelde in elk geval tot ruim in haar vijftiger jaren nog competitief schaak. Ze hield zich ook bezig met probleemschaak. In 1930 wordt op dat front van haar voor het laatst vernomen wanneer ze enkele keren vermeld wordt als inzender van de juiste oplossing voor puzzels gepubliceerd door Max Euwe.
- Digitale Bibliotheek voor de Nederlandse Letteren: koek010